# Polina Bratuhhina-Pitou
Polina Bratuhhina-Pitou (ur. 7 grudnia 1987 w Narwie) – estońska siatkarka grająca na pozycji atakującej. Aktualnie jest siatkarką francuskiego Terville Florange Olympique Club. Oprócz występów w hali na pozycji atakującej, gra także w siatkówkę plażową. Ma siostrę Natalię.